# Barrio (canción)
«Barrio» es una canción interpretada por el cantante italiano Mahmood. La canción fue lanzada como descarga digital el 30 de agosto de 2019 por Island Records. Alcanzó el puesto número cuatro en la lista de sencillos italianos. «Barrio» fue escrita por Mahmood, Dario Faini, Davide Petrella, Paolo Alberto Monachetti y producida por Charlie Charles y Dardust.

## Antecedentes
El 26 de agosto de 2019, Mahmood lanzó un adelanto de su nuevo sencillo en las redes sociales. La canción fue producida por Dardust y Charlie Charles. El dúo también produjo el sencillo «Calipso», en el que aparece Mahmood. La canción fue certificada oro en Italia. Wiwibloggs dijo que la canción era "una bofetada latina, el tema viene con un ritmo contemporáneo que mezcla elementos exóticos como una guitarra flamenca con el sonido característico de Mahmood. Inspirado en Francisco Tárrega, quien compuso la conocida pieza «Capricho árabe» allá por 1892, une la cultura árabe y española".

## Listas de éxitos

### Listas semanales
| Lista (2019)  | Posición más alta |
| ------------- | ----------------- |
| Grecia (IFPI) | 61                |
| Italia (FIMI) | 4                 |

### Listas de fin de año
| Lista (2019)  | Posición |
| ------------- | -------- |
| Italia (FIMI) | 62       |